# Ludovic al III-lea, Împărat carolingian
Ludovic cel Orb (n. 880 d.Hr., Autun, Bourgogne, Franța – d. 5 iunie 928 d.Hr., Arles, Provence-Alpes-Côte d'Azur, Franța) a fost rege de Provence din 887, rege al Italiei din 900 și împărat  carolingian ca Ludovic al III-lea din 901 până la renunțarea la titluri în 905. 
A fost fiul lui Boso de Provența și al fiicei lui Ludovic al II-lea, Ermengard (Irmingard). La moartea tatălui său, acesta a devenit rege de Provența, însă domeniul său feudal era foarte restrâns, în jurul orașului Vienne. În același an este recunoscut și pus sub protecția împăratului Carol al III-lea, în 899, cerând protecția succesorului acestuia Arnulf de Carinthia.
În 900, în calitate de nepot al împăratului Ludovic al II-lea, Ludovic este chemat în Italia de unii nobili ale căror posesiuni erau atacate de  unguri, precum și din cauza incompetenței regelui Berengar de Friuli. Ludovic a trecut cu o oaste Alpii, l-a înfrânt pe Berengar și a fost încoronat la Pavia ca rege al Italiei. În anul următor a ajuns la Roma, unde a devenit împărat, încoronat de Papa Benedict al IV-lea. 
În 902 este învins de Berengar, care îl obligă să promită că se retrage definitiv din Italia, însă în 905 revine și este învins din nou și închis la Verona. Ca pedeapsă pentru încălcarea promisiunii sale Ludovic al III-lea este orbit și este obligat să renunțe la titlurile regale și imperiale. După aceasta, el se retrage în Provența, unde continuă să domnească până la moartea sa, cu ajutorul lui Hugues d'Arles (880 - 947). 